# HMS Vengeance (1998)
HMS Vengeance (S31) – brytyjski okręt podwodny z napędem atomowym typu  Vanguard. Jednostka przenosi szesnaście pocisków balistycznych typu Trident II D-5 z głowicami jądrowymi. 

## Historia
Statek został zamówiony w lipcu 1992. Budowę okrętu rozpoczęto w lutym 1993 a zwodowano i ochrzczono 19 września 1998 (matką chrzestną była lady Sandra Robertson); oficjalnie przyjęty do służby 27 listopada 1999. Zaprzyjaźnionym miastem okrętu jest Bury St Edmunds.
Na okręcie służą dwie załogi, odbywające służbę na zmianę w kolejnych patrolach. Wprowadzenie HMS „Vengeance” do służby umożliwiło Royal Navy stałe utrzymywanie na patrolu jednego okrętu z nuklearnymi pociskami balistycznymi. Jest to o tyle ważne, że obecnie okręty te są jedynymi nosicielami broni jądrowej w brytyjskich siłach zbrojnych.
W 2017 roku Sunday Times ujawnił, że w czerwcu  2016 roku okręt wziął udział w pierwszym od czterech lat teście rakiety balistycznej Trident II D5 wystrzeliwanej z brytyjskiego okrętu podwodnego. Okręt operował wtedy w pobliżu wybrzeży Florydy. Rakieta wkrótce po starcie miała zejść  z planowanego kursu i polecieć w kierunku USA. Incydent został jednak utajniony, a rakieta uległa samolikwidacji.

## Remont
W 2012 roku okręt został skierowany do stoczni Devonport w Plymouth, gdzie został poddany remontowi. Objął on wymianę jądra reaktora, modernizację systemu rakietowego, urządzeń komputerowych i komunikacyjnych.  Remont zakończył się w grudniu 2015 roku. Koszt remontu wyniósł 350 milionów funtów.  